# 와다 겐타로
와다 겐타로(일본어: 和田 健太郎, 1996년 6월 28일~)는 일본의 축구 선수이다.

## 구단 경력
그는 2015년부터 2018년까지 교토 산업대학에서 활동하였다. 2017년 J3리그의 감바 오사카 U-23에서 뛰었다. 2019년 일본 풋볼 리그의 FC 오사카에 입단했다. 2021년 일본 지역 리그의 오키나와 SV로 이적했다.